# Mercedes-Benz O405
El Mercedes-Benz O405 és un model d'autobús simple produït pel fabricant d'automòbils alemany Mercedes-Benz entre els anys 1983 i 2002 com a autobús integral o només xassís a carrossar; fou l'últim model d'autobús estàndard VöV en producció. Amb vora 12.000 unitats produïdes, substituïa el Mercedes-Benz O305 i fou reemplaçat pel Mercedes-Benz Citaro o O530.

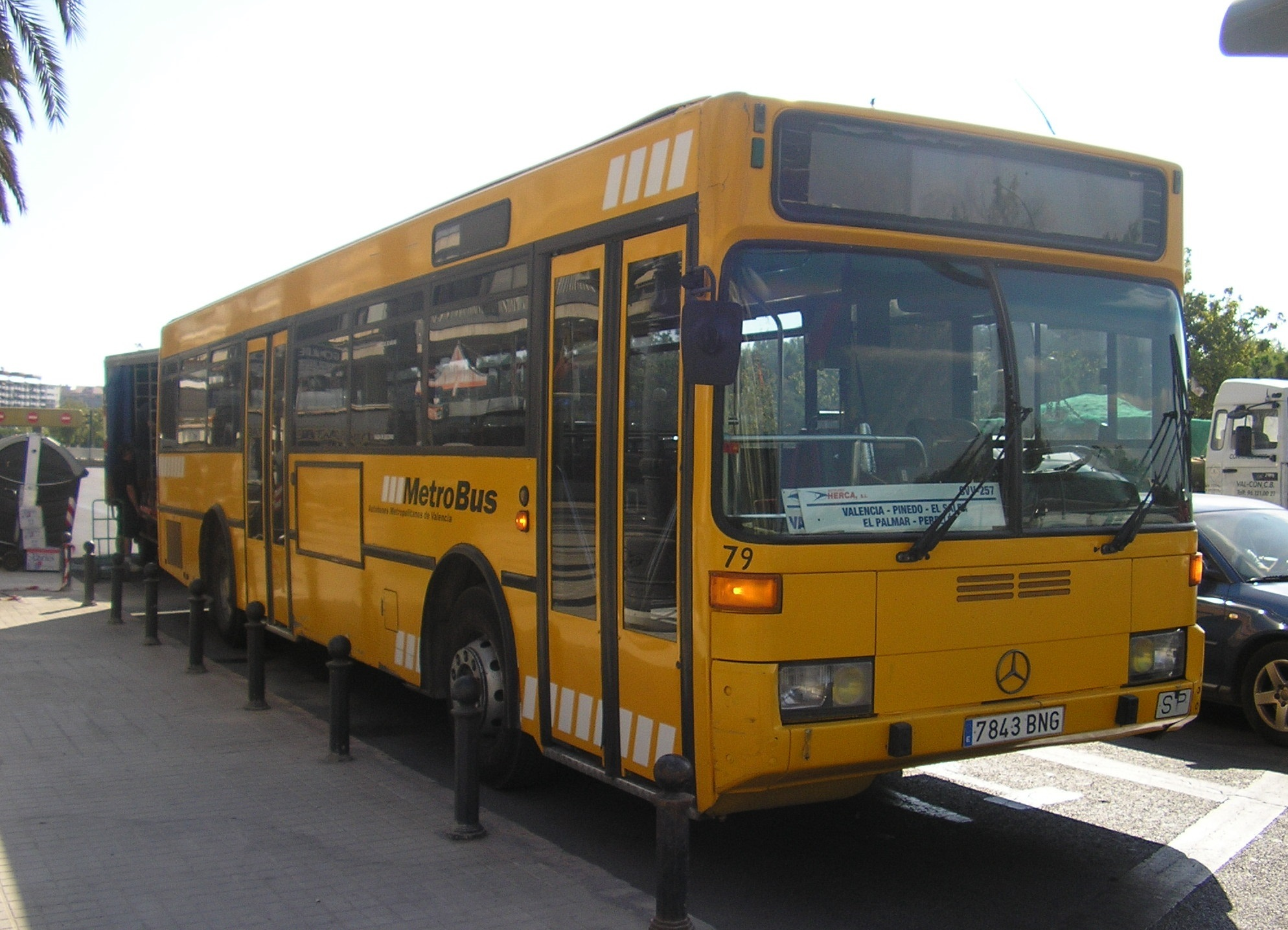
MB O405 de Metrobús (València)

La versió convencional, és a dir, amb escales i dos nivells, fou denominada O405. Una versió articulada en tres eixos fou produïda amb el nom de O405G, així com un troleibús anomenat O405T. L'O405 fou presentat el setembre de 1983. Equipava un motor atmosfèric diesel Mercedes-Benz OM447h el qual produïa 211 o 247 cavalls. Opcionalment, també hi havia un motor atmosfèric de gas natural comprimit (GNC) model M447hG que produïa fins a 201 cavalls. La transmissió acoplada al motor era generalment una Mercedes-Benz W3E110/2.2R o Mercedes-Benz W4E112/2.2R, les darreres, preparades per a motors més potents. A mitjans dels anys 90 es presentà la segona sèrie del model, O405 2, comercialitzada fins a principis dels anys 2000. Equipava un motor amb turbocompressor Mercedes-Benz OM447hA que produïa 247 cavalls.

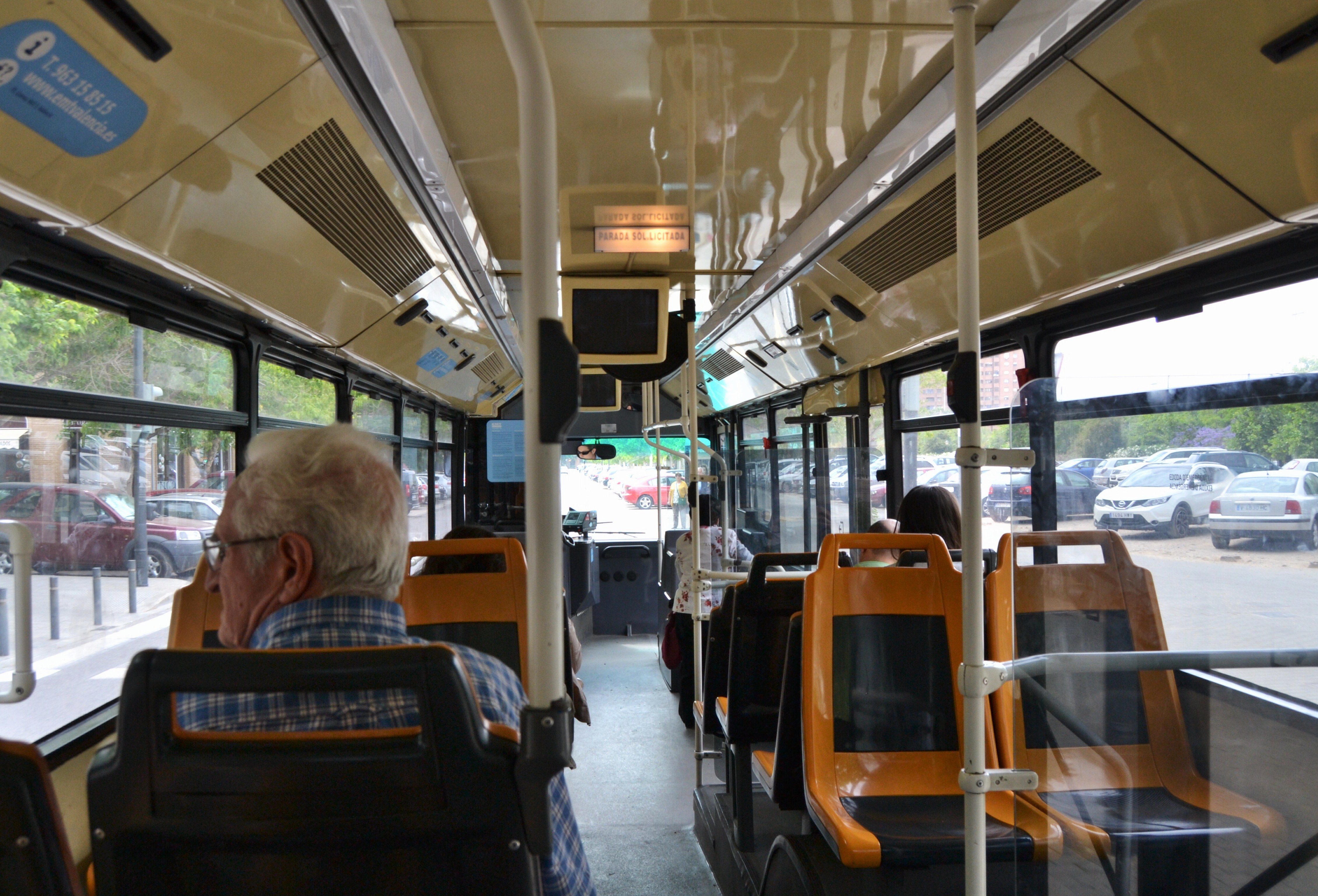
Interior d'un MB O405N II d'EMT

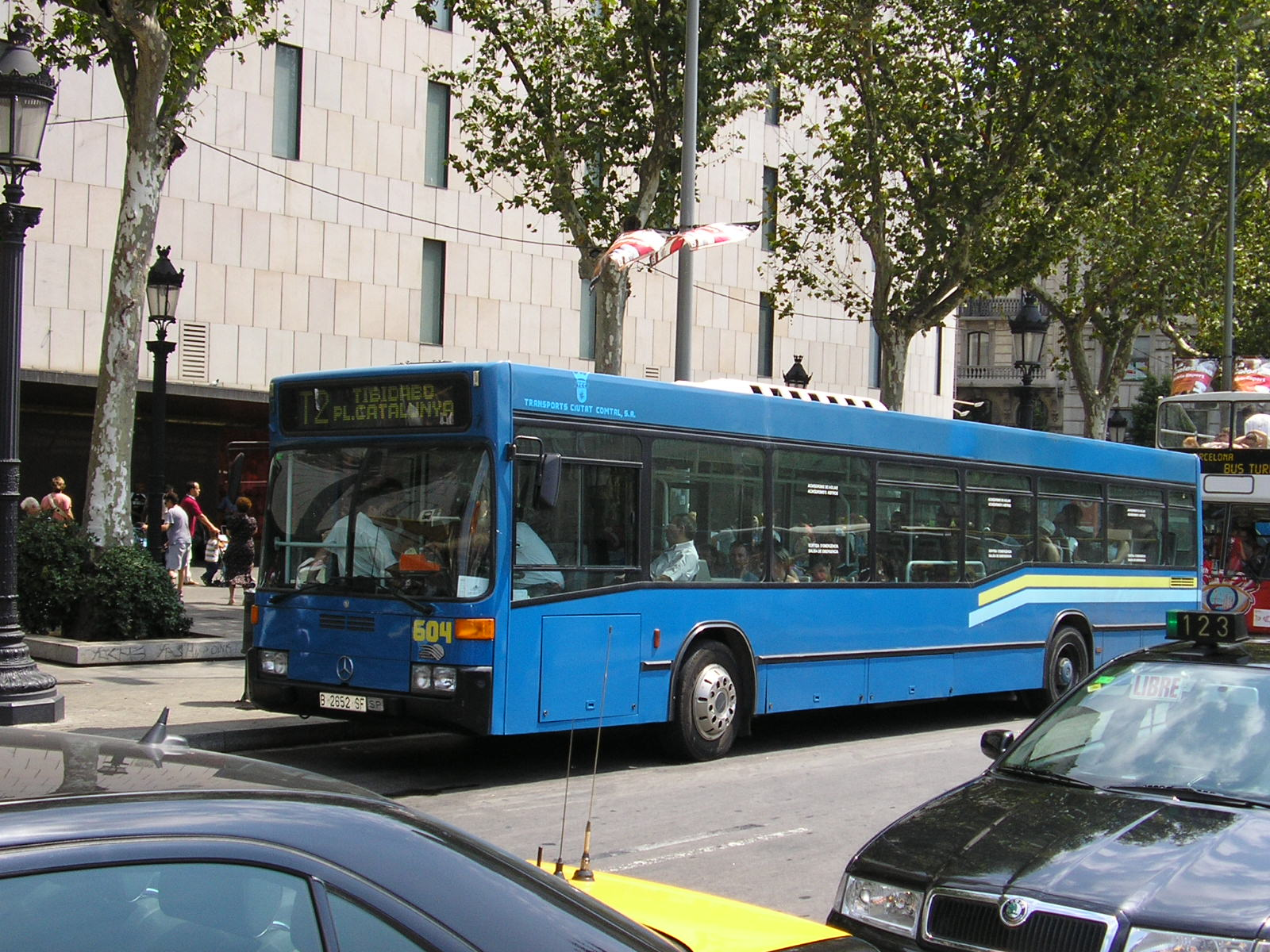
MB O405N de TCC (Barcelona)

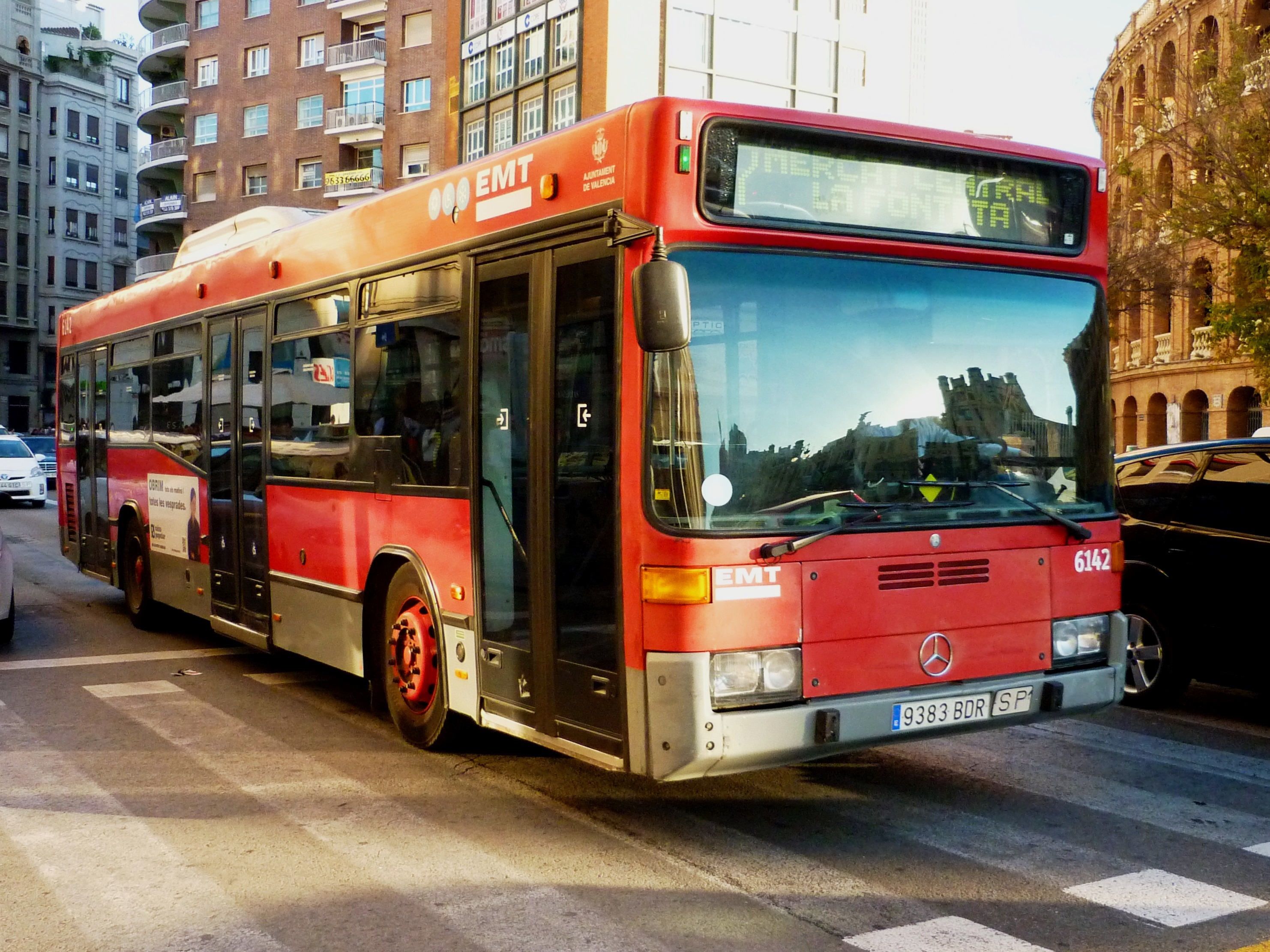
Unitat 6142 d'EMT València

La versió de pis pla de l'O405 fou presentada el setembre de 1989 i es denominà O405N en carrosseria simple o O405GN per a la carrosseria articulada amb tres eixos. Poc després, a mitjans dels anys 90, es presentà una nova versió millorada anomenada O404N II, tant en carrosseria simple com articulada. L'interior del model no té cap graó ni en l'entrada ni en el passadís, però els seients es troben muntats sobre plataformes elevades. El model sol equipar transmissions ZF, però algunes unitats porten transmissions de Voith.
La versió suburbana, és a dir, la preparada per a recorreguts interurbans, fou denominada O407 (o O407G/O405GÜ per a la versió triple articulada) i fou produïda entre els anys 1987 i 2001. Les diferències amb el O405 consistien en una única porta davantera (a diferència de les dues del O405) així com dues a la part central; a més, els seients es trobaven tots ubicats al mateix nivell i en sentit de la marxa. Pel que fa a la mecànica, l'O407 equipava un motor atmosfèric Mercedes-Benz OM447h que produïa 237 cavalls (cv); així com també una transmissió manual de la marca amb sis velocitats. L'O407 fou substituit pel Mercedes-Benz Citaro Ü.

## Empreses
- Autobusos Metropolitans de València (Metrobús)
- Automòbils la Alcoiana (SuBús)
- Autos Mediterráneo (AMSA)
- Empresa Municipal de Transports de Palma (EMT)
- Empresa Municipal de Transports de València (EMT)
- Societat Anònima Renom Bus (Sarbus)
- Transports Ciutat Comtal (TCC)
- Transports Metropolitans de Barcelona (TMB)
- Transports Municipals d'Ègara (TME)
- Transport Urbà d'Autobusos d'Alcoi (TUASA)
- Transports Urbans de Sabadell (TUS)
- Transportes Urbanos de Zaragoza (TUZ)